# Andreo (figlio di Peneo)
Andreo (in greco antico: Άνδρεύς?, Andréus) o Andro (in greco antico: Ἄνδρος?, Ándros) è un personaggio della mitologia greca, fondatore della città di Orcomeno in Beozia e probabile eponimo dell'isola di Andro.

## Genealogia
Figlio di Peneo e sposo di Evippe, ebbe un figlio di nome Eteocle che fu il suo successore sul trono di Orcomeno.

## Mitologia
Fu il fondatore e primo re della città di Orcomeno in Beozia. 

Pausania cita il nome Andreo anche come il primo colonizzatore dell'isola di Andro ma non è chiaro se si riferisse a questo personaggio.
Diodoro Siculo scrive di un Andreo che ebbe in regalo la stessa isola e che in seguito prese il suo nome.